# Portugália az 1996. évi nyári olimpiai játékokon
Portugália az egyesült államokbeli Atlantában megrendezett 1996. évi nyári olimpiai játékok egyik részt vevő nemzete volt. Az országot az olimpián 18 sportágban 107 sportoló képviselte, akik összesen 2 érmet szereztek.

## Érmesek
| Érem  | Versenyző               | Sportág    | Versenyszám          |
| ----- | ----------------------- | ---------- | -------------------- |
| Arany | Fernanda Ribeiro        | Atlétika   | Női 10 000 m         |
| Bronz | Hugo Rocha Nuno Barreto | Vitorlázás | Férfi 470-es osztály |

## Atlétika
Férfi
| Versenyző         | Versenyszám     | Előfutam      | Előfutam      | Előfutam      | Negyeddöntő | Negyeddöntő | Negyeddöntő | Elődöntő | Elődöntő | Elődöntő | Döntő   | Döntő    |
| Versenyző         | Versenyszám     | Idő           | Hely.         | Össz.         | Idő         | Hely.       | Össz.       | Idő      | Hely.    | Össz.    | Idő     | Helyezés |
| ----------------- | --------------- | ------------- | ------------- | ------------- | ----------- | ----------- | ----------- | -------- | -------- | -------- | ------- | -------- |
| Luís Cunha        | 100 m           | 10,65         | 6.            | 72.*          | kiesett     | kiesett     | kiesett     | kiesett  | kiesett  | kiesett  | kiesett | kiesett  |
| António Abrantes  | 800 m           | 1:47,73       | 5.            | 33.           |             |             |             | kiesett  | kiesett  | kiesett  | kiesett | kiesett  |
| Luís Feiteira     | 1500 m          | 3:38,09       | 5.            | 16.           |             |             |             | 3:40,31  | 11.      | 22.      | kiesett | kiesett  |
| António Travassos | 1500 m          | 3:42,01       | 10.           | 31.           |             |             |             | kiesett  | kiesett  | kiesett  | kiesett | kiesett  |
| Luís Jesus        | 1500 m          | 3:44,65       | 7.            | 39.           |             |             |             | kiesett  | kiesett  | kiesett  | kiesett | kiesett  |
| Luís Jesus        | 5000 m          | 14:08,87      | 11.           | 28.           |             |             |             | kiesett  | kiesett  | kiesett  | kiesett | kiesett  |
| José Ramos        | 5000 m          | 14:17,26      | 8.            | 31.           |             |             |             | 14:24,81 | 15.      | 27.      | kiesett | kiesett  |
| Alfredo Brás      | 10 000 m        | 28:50,28      | 14.           | 26.           |             |             |             |          |          |          | kiesett | kiesett  |
| Carlos Patrício   | 10 000 m        | 29:15,41      | 15.           | 32.           |             |             |             |          |          |          | kiesett | kiesett  |
| Paulo Guerra      | 10 000 m        | nem ért célba | nem ért célba | nem ért célba |             |             |             |          |          |          | kiesett | kiesett  |
| António Pinto     | Maraton         |               |               |               |             |             |             |          |          |          | 2:16:41 | 14.      |
| Domingos Castro   | Maraton         |               |               |               |             |             |             |          |          |          | 2:18:03 | 25.      |
| Manuel Matias     | Maraton         |               |               |               |             |             |             |          |          |          | 2:20:58 | 46.      |
| Carlos Silva      | 400 m gát       | 49,09         | 3.            | 16.           |             |             |             | kiesett  | kiesett  | kiesett  | kiesett | kiesett  |
| Eduardo Henriques | 3000 m akadály  | 8:38,58       | 8.            | 25.           |             |             |             | kiesett  | kiesett  | kiesett  | kiesett | kiesett  |
| Vítor Almeida     | 3000 m akadály  | 8:48,16       | 11.           | 32.           |             |             |             | kiesett  | kiesett  | kiesett  | kiesett | kiesett  |
| José Urbano       | 20 km gyaloglás |               |               |               |             |             |             |          |          |          | 1:25:32 | 31.      |
| José Magalhães    | 50 km gyaloglás |               |               |               |             |             |             |          |          |          | 4:27:37 | 36.      |

| Versenyző      | Versenyszám | Selejtező | Selejtező | Döntő    | Döntő    |
| Versenyző      | Versenyszám | Eredmény  | Helyezés  | Eredmény | Helyezés |
| -------------- | ----------- | --------- | --------- | -------- | -------- |
| Nuno Fernandes | Rúdugrás    | 560 cm    | 18.*      | kiesett  | kiesett  |
| Carlos Calado  | Távolugrás  | 781 cm    | 24.       | kiesett  | kiesett  |
| Carlos Calado  | Hármasugrás | 16,65 m   | 19.       | kiesett  | kiesett  |

Női
| Versenyző          | Versenyszám     | Előfutam | Előfutam | Előfutam | Negyeddöntő | Negyeddöntő | Negyeddöntő | Elődöntő | Elődöntő | Elődöntő | Döntő    | Döntő    |
| Versenyző          | Versenyszám     | Idő      | Hely.    | Össz.    | Idő         | Hely.       | Össz.       | Idő      | Hely.    | Össz.    | Idő      | Helyezés |
| ------------------ | --------------- | -------- | -------- | -------- | ----------- | ----------- | ----------- | -------- | -------- | -------- | -------- | -------- |
| Lucrécia Jardim    | 100 m           | 11,32    | 3.       | 15.*     | 11,37       | 4.          | 14.         | 11,32    | 8.       | 15.      | kiesett  | kiesett  |
| Lucrécia Jardim    | 200 m           | 22,95    | 3.       | 12.      | 22,88       | 5.          | 13.         | kiesett  | kiesett  | kiesett  | kiesett  | kiesett  |
| Eduarda Coelho     | 800 m           | 2:03,22  | 5.       | 26.      |             |             |             | kiesett  | kiesett  | kiesett  | kiesett  | kiesett  |
| Carla Sacramento   | 1500 m          | 4:13,57  | 3.       | 19.      |             |             |             | 4:06,70  | 5.       | 5.       | 4:03,91  | 6.       |
| Ana Dias           | 5000 m          | 15:57,35 | 11.      | 32.      |             |             |             | kiesett  | kiesett  | kiesett  | kiesett  | kiesett  |
| Fernanda Ribeiro   | 10 000 m        | 31:36,32 | 3.       | 22.      |             |             |             |          |          |          | 31:01,63 |          |
| Conceição Ferreira | 10 000 m        | 33:40,76 | 14.      | 14.      |             |             |             |          |          |          | kiesett  | kiesett  |
| Manuela Machado    | Maraton         |          |          |          |             |             |             |          |          |          | 2:31:11  | 7.       |
| Albertina Dias     | Maraton         |          |          |          |             |             |             |          |          |          | 2:36:39  | 27.      |
| Albertina Machado  | Maraton         |          |          |          |             |             |             |          |          |          | 2:43:44  | 47.      |
| Susana Feitor      | 10 km gyaloglás |          |          |          |             |             |             |          |          |          | 44:24    | 13.      |

| Versenyző      | Versenyszám   | Selejtező | Selejtező | Döntő    | Döntő    |
| Versenyző      | Versenyszám   | Eredmény  | Helyezés  | Eredmény | Helyezés |
| -------------- | ------------- | --------- | --------- | -------- | -------- |
| Teresa Machado | Súlylökés     | 15,91 m   | 23.       | kiesett  | kiesett  |
| Teresa Machado | Diszkoszvetés | 62,02 m   | 12.       | 61,38 m  | 10.      |

* - egy másik versenyzővel azonos eredményt ért el

## Birkózás
Kötöttfogású
| Versenyző  | Versenyszám | 32-es főtábla              | Nyolcaddöntő      | Negyeddöntő       | Elődöntő          | Vigaszág 2. kör               | Vigaszág 3. kör   | Vigaszág 4. kör   | Vigaszág 5. kör   | Vigaszág 6. kör   | Bronz- mérkőzés   | Döntő             | Helyezés |
| Versenyző  | Versenyszám | Ellenfél Eredmény          | Ellenfél Eredmény | Ellenfél Eredmény | Ellenfél Eredmény | Ellenfél Eredmény             | Ellenfél Eredmény | Ellenfél Eredmény | Ellenfél Eredmény | Ellenfél Eredmény | Ellenfél Eredmény | Ellenfél Eredmény | Helyezés |
| ---------- | ----------- | -------------------------- | ----------------- | ----------------- | ----------------- | ----------------------------- | ----------------- | ----------------- | ----------------- | ----------------- | ----------------- | ----------------- | -------- |
| David Maia | 57 kg       | Luis Sarmiento (CUB) · 0–5 |                   |                   |                   | Armando Fernández (MEX) · 3–7 | kiesett           | kiesett           | kiesett           | kiesett           | kiesett           |                   | 18.      |

## Cselgáncs
Férfi
| Versenyző         | Versenyszám  | Selejtező         | 32-es főtábla               | Nyolcaddöntő                 | Negyeddöntő             | Elődöntő          | Vigaszág első kör | Vigaszág negyeddöntő       | Vigaszág elődöntő | Bronz- mérkőzés   | Döntő             | Helyezés |
| Versenyző         | Versenyszám  | Ellenfél Eredmény | Ellenfél Eredmény           | Ellenfél Eredmény            | Ellenfél Eredmény       | Ellenfél Eredmény | Ellenfél Eredmény | Ellenfél Eredmény          | Ellenfél Eredmény | Ellenfél Eredmény | Ellenfél Eredmény | Helyezés |
| ----------------- | ------------ | ----------------- | --------------------------- | ---------------------------- | ----------------------- | ----------------- | ----------------- | -------------------------- | ----------------- | ----------------- | ----------------- | -------- |
| Pedro Caravana    | Légsúly      | erőnyerő          | Nigel Donohue (GBR) · V     | kiesett                      | kiesett                 | kiesett           |                   |                            |                   |                   |                   | 21.      |
| Michel de Almeida | Harmatsúly   | erőnyerő          | Francesco Giorgi (ITA) · GY | Taro Tan (CAN) · GY          | Udo Quellmalz (GER) · V |                   |                   | Israel Hernández (CUB) · V | kiesett           | kiesett           |                   | 9.       |
| Guilherme Bentes  | Könnyűsúly   | erőnyerő          | Loris Mularoni (SMR) · GY   | Vladimer Dgebuadze (GEO) · V | kiesett                 | kiesett           |                   |                            |                   |                   |                   | 17.      |
| Pedro Soares      | Félnehézsúly | erőnyerő          | Detlef Knorrek (GER) · GY   | Angel Sánchez (CUB) · GY     | Paweł Nastula (POL) · V |                   |                   | Kovács Antal (HUN) · V     | kiesett           | kiesett           |                   | 9.       |

Női
| Versenyző        | Versenyszám | Selejtező               | Nyolcaddöntő      | Negyeddöntő       | Elődöntő          | Vigaszág első kör | Vigaszág negyeddöntő | Vigaszág elődöntő | Bronz- mérkőzés   | Döntő             | Helyezés |
| Versenyző        | Versenyszám | Ellenfél Eredmény       | Ellenfél Eredmény | Ellenfél Eredmény | Ellenfél Eredmény | Ellenfél Eredmény | Ellenfél Eredmény    | Ellenfél Eredmény | Ellenfél Eredmény | Ellenfél Eredmény | Helyezés |
| ---------------- | ----------- | ----------------------- | ----------------- | ----------------- | ----------------- | ----------------- | -------------------- | ----------------- | ----------------- | ----------------- | -------- |
| Filipa Cavalleri | Könnyűsúly  | Huang Ai-Chun (TPE) · V | kiesett           | kiesett           | kiesett           |                   |                      |                   |                   |                   | 16.      |

## Evezés
Férfi
| Versenyző                                                       | Versenyszám                          | Előfutam | Előfutam | Vigaszág | Vigaszág | Elődöntő | Elődöntő | Elődöntő | Döntő | Döntő   | Döntő | Helyezés |
| Versenyző                                                       | Versenyszám                          | Idő      | Hely.    | Idő      | Hely.    | Típus    | Idő      | Hely.    | Típus | Idő     | Hely. | Helyezés |
| --------------------------------------------------------------- | ------------------------------------ | -------- | -------- | -------- | -------- | -------- | -------- | -------- | ----- | ------- | ----- | -------- |
| Samuel Aguiar João Fernandes Henrique Baixinho Manuel Fernandes | Könnyűsúlyú kormányos nélküli négyes | 7:37,13  | 6.       | 6:15,82  | 5.       |          |          |          | C     | 6:27,07 | 3.    | 15.      |

## Íjászat
Férfi
| Versenyző  | Versenyszám | Selejtező | Selejtező | 64-es főtábla                        | 32-es főtábla     | Nyolcaddöntő      | Negyeddöntő       | Elődöntő          | Döntő             | Helyezés |
| Versenyző  | Versenyszám | Pont      | Kiemelt   | Ellenfél Eredmény                    | Ellenfél Eredmény | Ellenfél Eredmény | Ellenfél Eredmény | Ellenfél Eredmény | Ellenfél Eredmény | Helyezés |
| ---------- | ----------- | --------- | --------- | ------------------------------------ | ----------------- | ----------------- | ----------------- | ----------------- | ----------------- | -------- |
| Nuno Pombo | Egyéni      | 650       | 35.       | Paweł Szymczak (POL) (30.) · 148–152 | kiesett           | kiesett           | kiesett           | kiesett           | kiesett           | 58.      |

## Kajak-kenu

### Síkvízi
Férfi
| Versenyző                     | Versenyszám         | Előfutam | Előfutam | Előfutam | Vigaszág | Vigaszág | Vigaszág | Elődöntő | Elődöntő | Elődöntő | Döntő   | Döntő    |
| Versenyző                     | Versenyszám         | Idő      | Hely.    | Össz.    | Idő      | Hely.    | Össz.    | Idő      | Hely.    | Össz.    | Idő     | Helyezés |
| ----------------------------- | ------------------- | -------- | -------- | -------- | -------- | -------- | -------- | -------- | -------- | -------- | ------- | -------- |
| José Garcia                   | Kajak egyes 500 m   | 1:52,760 | 8.       | 24.      | 1:56,103 | 9.       | 17.      | kiesett  | kiesett  | kiesett  | kiesett | kiesett  |
| José Garcia                   | Kajak egyes 1000 m  | 3:56,059 | 4.       | 14.      | 4:05,677 | 3.       | 5.       | 3:48,859 | 8.       | 14.      | kiesett | kiesett  |
| Rui Fernandes Joaquim Queiróz | Kajak kettes 500 m  | 1:33,859 | 5.       | 12.      | 1:37,499 | 3.       | 3.       | 1:31,559 | 6.       | 11.      | kiesett | kiesett  |
| Rui Fernandes Joaquim Queiróz | Kajak kettes 1000 m | 3:59,390 | 9.       | 21.      | 3:36,488 | 5.       | 8.       | 3:22,270 | 6.       | 13.      | kiesett | kiesett  |
| Silvestre Pereira             | Kenu egyes 500 m    | 2:01,576 | 7.       | 18.      |          |          |          | 1:57,949 | 7.       | 7.       | kiesett | kiesett  |
| Silvestre Pereira             | Kenu egyes 1000 m   | 4:42,715 | 8.       | 16.      |          |          |          | 4:31,199 | 7.       | 13.      | kiesett | kiesett  |

### Szlalom
| Versenyző          | Versenyszám       | Döntő    | Döntő    | Döntő    | Döntő    | Döntő         | Döntő         |
| Versenyző          | Versenyszám       | 1. futam | 1. futam | 2. futam | 2. futam | Jobb eredmény | Jobb eredmény |
| Versenyző          | Versenyszám       | Pont     | Hely.    | Pont     | Hely.    | Pont          | Helyezés      |
| ------------------ | ----------------- | -------- | -------- | -------- | -------- | ------------- | ------------- |
| Aníbal Fernandes   | Férfi kajak egyes | 158,72   | 18.      | 170,00   | 28.      | 158,72        | 30.           |
| Florence Fernandes | Női kajak egyes   | 212,19   | 13.      | 208,20   | 17.      | 208,20        | 22.           |

## Kerékpározás

### Országúti kerékpározás
Férfi
| Versenyző         | Versenyszám   | Idő              | Helyezés |
| ----------------- | ------------- | ---------------- | -------- |
| Orlando Rodrigues | Mezőnyverseny | 4:56:45 (+2:49)  | 39.      |
| Pedro Lopes       | Mezőnyverseny | 4:56:45 (+2:49)  | 48.      |
| Nuno Marta        | Mezőnyverseny | 4:56:49 (+2:53)  | 78.      |
| Cândido Barbosa   | Mezőnyverseny | 5:01:29 (+7:33)  | 112.     |
| José Azevedo      | Mezőnyverseny | 5:05:38 (+11:42) | 114.     |

Női
| Versenyző  | Versenyszám   | Idő             | Helyezés |
| ---------- | ------------- | --------------- | -------- |
| Ana Barros | Mezőnyverseny | 2:37:06 (+0:53) | 23.      |

## Labdarúgás

### Férfi
| Portugál férfi labdarúgócsapat-játékoskeret                                                                                    | Portugál férfi labdarúgócsapat-játékoskeret                                                                     |
| --- | --- |
| - Costinha - Kenedy - Rui Bento - Emílio Peixe - Beto - Andrade - José Dominguez - Nuno Capucho - Paulo Alves - Afonso Martins | - Rui Jorge - Nuno Santo - Luis Vidigal - Nuno Gomes - Hugo Porfírio - Dani - José Calado - Litos - Nuno Afonso |

#### Eredmények
Csoportkör
A csoport
| Csapat                 | M | Gy | D | V | Rg | Kg | Gk | P |
| ---------------------- | - | -- | - | - | -- | -- | -- | - |
| Argentína (ARG)        | 3 | 1  | 2 | 0 | 5  | 3  | +2 | 5 |
| Portugália (POR)       | 3 | 1  | 2 | 0 | 4  | 2  | +2 | 5 |
| Egyesült Államok (USA) | 3 | 1  | 1 | 1 | 4  | 4  | 0  | 4 |
| Tunézia (TUN)          | 3 | 0  | 1 | 2 | 1  | 5  | –4 | 1 |

| 1996. július 20. 15:00 |

| Portugália (POR) | 2–0               | Tunézia (TUN) |
| ---------------- | ----------------- | ------------- |
| Martins 13' 68'  | (1–0) Jegyzőkönyv |               |

| RFK Stadium, Washington Nézőszám: 34 796 Játékvezető: Antônio Pereira (brazil) |

| 1996. július 22. 19:30 |

| Argentína (ARG) | 1–1               | Portugália (POR) |
| --------------- | ----------------- | ---------------- |
| Ortega 45'      | (1–0) Jegyzőkönyv | Nuno Gomes 70'   |

| RFK Stadium, Washington Nézőszám: 25 811 Játékvezető: Omer Al Mehannah (Szaúd-arábiai) |

| 1996. július 24. 19:30 |

| Egyesült Államok (USA) | 1–1               | Portugália (POR) |
| ---------------------- | ----------------- | ---------------- |
| Maisonneuve 75'        | (0–1) Jegyzőkönyv | Alves 33'        |

| RFK Stadium, Washington Nézőszám: 58 012 Játékvezető: Edward Lennie (ausztrál) |

Negyeddöntő
| 1996. július 27. 18:00 |

| Portugália (POR)                  | 2–1 (h. u.)            | Franciaország (FRA)    |
| --------------------------------- | ---------------------- | ---------------------- |
| Capucho 7' Calado 105' (11-esből) | (1–0, 1–1) Jegyzőkönyv | Maurice 49' (11-esből) |

| Orange Bowl, Miami Nézőszám: 22 339 Játékvezető: Pierluigi Collina (olasz) |

Elődöntő
| 1996. július 30. 18:00 |

| Portugália (POR) | 0–2               | Argentína (ARG) |
| ---------------- | ----------------- | --------------- |
|                  | (0–0) Jegyzőkönyv | Crespo 55' 61'  |

| Sanford Stadium, Athens Nézőszám: 78 212 Játékvezető: Esfandiar Baharmast (amerikai) |

Bronzmérkőzés
| 1996. augusztus 2. 18:00 |

| Brazília (BRA)                                     | 5–0               | Portugália (POR) |
| -------------------------------------------------- | ----------------- | ---------------- |
| Ronaldo 4' Flavio Conceição 10' Bebeto 46' 53' 74' | (2–0) Jegyzőkönyv |                  |

| Sanford Stadium, Athens Nézőszám: 68 173 Játékvezető: Gamál al-Gandúr (egyiptomi) |

| Csapat           | Helyezés |
| ---------------- | -------- |
| Portugália (POR) | 4.       |

## Lovaglás
Díjugratás
| Versenyző      | Ló               | Versenyszám | Selejtező | Selejtező | Selejtező | Selejtező | Selejtező | Selejtező | Selejtező | Selejtező | Döntő   | Döntő   | Végeredmény | Végeredmény |
| Versenyző      | Ló               | Versenyszám | 1. kör    | 1. kör    | 2. kör    | 2. kör    | 2. kör    | 3. kör    | 3. kör    | 3. kör    | Döntő   | Döntő   | Végeredmény | Végeredmény |
| Versenyző      | Ló               | Versenyszám | Bünt.     | Hely.     | Bünt.     | Össz.     | Hely.     | Bünt.     | Össz.     | Hely.     | Bünt.   | Hely.   | Bünt.       | Helyezés    |
| -------------- | ---------------- | ----------- | --------- | --------- | --------- | --------- | --------- | --------- | --------- | --------- | ------- | ------- | ----------- | ----------- |
| Miguel Leal    | Surcouf de Revel | Egyéni      | 12,00     | 58.       | 21,00     | 33,00     | 64.       | 12,50     | 45,50     | 58.       | kiesett | kiesett | kiesett     | kiesett     |
| António Vozone | Mr. Cer          | Egyéni      | 13,75     | 66.       | 17,25     | 31,00     | 61.       | 28,25     | 59,25     | 68.       | kiesett | kiesett | kiesett     | kiesett     |

## Öttusa
| Versenyző      | Lövészet | Lövészet | Lövészet | Úszás   | Úszás | Úszás | Vívás    | Vívás | Vívás | Lovaglás | Lovaglás | Lovaglás | Lovaglás | Futás     | Futás | Futás | Összesen    | Összesen |
| Versenyző      | Pontszám | Pont     | Hely.    | Idő     | Pont  | Hely. | Eredmény | Pont  | Hely. | Idő      | Hibapont | Pont     | Hely.    | Idő       | Pont  | Hely. | Összes pont | Helyezés |
| -------------- | -------- | -------- | -------- | ------- | ----- | ----- | -------- | ----- | ----- | -------- | -------- | -------- | -------- | --------- | ----- | ----- | ----------- | -------- |
| Manuel Barroso | 171      | 988      | 24.      | 3:23,35 | 1248  | 19.   | 11–20    | 670   | 28.   | 1:15,07  | 30       | 1070     | 5.       | 12:45,690 | 1270  | 7.    | 5246        | 19.      |

## Röplabda

### Strandröplabda

#### Férfi
| Versenyző               | 1. forduló                                               | 2. forduló                                                 | 3. forduló        | 4. forduló        | Reményág          | Reményág                                                 | Reményág                                                 | Reményág                                              | Reményág                                                    | Elődöntő                                                    | Döntő                                                               | Helyezés |
| Versenyző               | 1. forduló                                               | 2. forduló                                                 | 3. forduló        | 4. forduló        | 1. forduló        | 2. forduló                                               | 3. forduló                                               | 4. forduló                                            | 5. forduló                                                  | Elődöntő                                                    | Döntő                                                               | Helyezés |
| Versenyző               | Ellenfél Eredmény                                        | Ellenfél Eredmény                                          | Ellenfél Eredmény | Ellenfél Eredmény | Ellenfél Eredmény | Ellenfél Eredmény                                        | Ellenfél Eredmény                                        | Ellenfél Eredmény                                     | Ellenfél Eredmény                                           | Ellenfél Eredmény                                           | Ellenfél Eredmény                                                   | Helyezés |
| ----------------------- | -------------------------------------------------------- | ---------------------------------------------------------- | ----------------- | ----------------- | ----------------- | -------------------------------------------------------- | -------------------------------------------------------- | ----------------------------------------------------- | ----------------------------------------------------------- | ----------------------------------------------------------- | ------------------------------------------------------------------- | -------- |
| Miguel Maia João Brenha | Hollandia (NED) · Michel Everaert · Sander Mulder · 15–8 | Egyesült Államok (USA) · Sinjin Smith · Carl Henkel · 7–15 |                   |                   |                   | Argentína (ARG) · Eduardo Martínez · Martín Conde · 15–5 | Brazília (BRA) · Zé Marco de Melo · Emanuel Rego · 15–12 | Norvégia (NOR) · Jan Kvalheim · Bjørn Maaseide · 15–3 | Egyesült Államok (USA) · Sinjin Smith · Carl Henkel · 15–13 | Egyesült Államok (USA) · Mike Whitmarsh · Mike Dodd · 13–15 | Bronzmérkőzés · Kanada (CAN) · John Child · Mark Heese · 5–12, 8–12 | 4.       |

## Sportlövészet
Férfi
| Versenyző       | Versenyszám | Selejtező | Selejtező | Döntő   | Döntő    |
| Versenyző       | Versenyszám | Pont      | Helyezés  | Pont    | Helyezés |
| --------------- | ----------- | --------- | --------- | ------- | -------- |
| Manuel da Silva | Trap        | 122       | 7.        | kiesett | kiesett  |
| João Rebelo     | Trap        | 120       | 13.**     | kiesett | kiesett  |

Női
| Versenyző              | Versenyszám           | Selejtező | Selejtező | Döntő   | Döntő    |
| Versenyző              | Versenyszám           | Pont      | Helyezés  | Pont    | Helyezés |
| ---------------------- | --------------------- | --------- | --------- | ------- | -------- |
| Sara Antunes           | Sportpuska, összetett | 571       | 29.       | kiesett | kiesett  |
| Sara Antunes           | Légpuska              | 377       | 47.       | kiesett | kiesett  |
| Carla Cristina Ribeiro | Légpuska              | 375       | 48.       | kiesett | kiesett  |
| Carla Cristina Ribeiro | Sportpuska, összetett | 568       | 32.*      | kiesett | kiesett  |

* - egy másik versenyzővel azonos eredményt ért el

** - hat másik versenyzővel azonos eredményt ért el

## Súlyemelés
| Versenyző  | Versenyszám | Szakítás | Szakítás | Lökés    | Lökés    | Összesen | Helyezés |
| Versenyző  | Versenyszám | Eredmény | Helyezés | Eredmény | Helyezés | Összesen | Helyezés |
| ---------- | ----------- | -------- | -------- | -------- | -------- | -------- | -------- |
| Nuno Alves | 59 kg       | 102,5    | 16.*     | 135,0    | 13.      | 237,5    | 14.      |

* - másik versenyzővel azonos eredményt ért el

## Tenisz
Férfi
| Versenyző                   | Versenyszám | 32-es főtábla                                                 | Nyolcaddöntő      | Negyeddöntő       | Elődöntő          | Bronz- mérkőzés   | Döntő             | Helyezés |
| Versenyző                   | Versenyszám | Ellenfél Eredmény                                             | Ellenfél Eredmény | Ellenfél Eredmény | Ellenfél Eredmény | Ellenfél Eredmény | Ellenfél Eredmény | Helyezés |
| --------------------------- | ----------- | ------------------------------------------------------------- | ----------------- | ----------------- | ----------------- | ----------------- | ----------------- | -------- |
| Emanuel Couto Bernardo Mota | Páros       | Bahama-szigetek (BAH) · Mark Knowles · Roger Smith · 6–7, 6–7 | kiesett           | kiesett           | kiesett           | kiesett           | kiesett           | 17.      |

## Torna
Női
| Versenyző      | Versenyszám      | Selejtező | Selejtező | Döntő    | Döntő    |
| Versenyző      | Versenyszám      | Pontszám  | Helyezés  | Pontszám | Helyezés |
| -------------- | ---------------- | --------- | --------- | -------- | -------- |
| Diana Teixeira | Talaj            | 18,049    | 86.       | kiesett  | kiesett  |
| Diana Teixeira | Ugrás            | 18,762    | 55.*      | kiesett  | kiesett  |
| Diana Teixeira | Felemás korlát   | 18,549    | 66.       | kiesett  | kiesett  |
| Diana Teixeira | Gerenda          | 17,249    | 81.       | kiesett  | kiesett  |
| Diana Teixeira | Egyéni összetett | 72,609    | 66.       | kiesett  | kiesett  |

* - két másik versenyzővel azonos eredményt ért el

## Úszás
Férfi
| Versenyző                                                | Versenyszám            | Előfutam | Előfutam | Előfutam | Döntő   | Döntő   | Döntő   | Helyezés |
| Versenyző                                                | Versenyszám            | Idő      | Hely.    | Össz.    | Típus   | Idő     | Hely.   | Helyezés |
| -------------------------------------------------------- | ---------------------- | -------- | -------- | -------- | ------- | ------- | ------- | -------- |
| Paulo Trindade                                           | 50 m gyors             | 23,73    | 5.       | 40.*     | kiesett | kiesett | kiesett | kiesett  |
| Pedro Ferreira                                           | 1500 m gyors           | 16:34,55 | 7.       | 31.      | kiesett | kiesett | kiesett | kiesett  |
| Nuno Laurentino                                          | 100 m hát              | 57,59    | 7.       | 30.      | kiesett | kiesett | kiesett | kiesett  |
| Nuno Laurentino                                          | 200 m hát              | 2:05,95  | 7.       | 29.      | kiesett | kiesett | kiesett | kiesett  |
| José Couto                                               | 200 m mell             | 2:17,28  | 2.       | 19.      | kiesett | kiesett | kiesett | kiesett  |
| Diogo Madeira                                            | 200 m pillangó         | 2:01,58  | 3.       | 25.      | kiesett | kiesett | kiesett | kiesett  |
| Miguel Cabrita José Couto Nuno Laurentino Miguel Machado | 4 × 100 m vegyes váltó | kizárták | kizárták | kizárták | kiesett | kiesett | kiesett | kiesett  |

Női
| Versenyző                                             | Versenyszám            | Előfutam | Előfutam | Előfutam | Döntő   | Döntő   | Döntő   | Helyezés |
| Versenyző                                             | Versenyszám            | Idő      | Hely.    | Össz.    | Típus   | Idő     | Hely.   | Helyezés |
| ----------------------------------------------------- | ---------------------- | -------- | -------- | -------- | ------- | ------- | ------- | -------- |
| Ana Alegria                                           | 200 m gyors            | 2:05,16  | 4.       | 29.      | kiesett | kiesett | kiesett | kiesett  |
| Ana Alegria                                           | 400 m gyors            | 4:27,19  | 8.       | 37.      | kiesett | kiesett | kiesett | kiesett  |
| Maria Santos                                          | 100 m hát              | 1:04,84  | 8.       | 22.      | kiesett | kiesett | kiesett | kiesett  |
| Petra Chaves                                          | 200 m hát              | 2:20,49  | 3.       | 26.      | kiesett | kiesett | kiesett | kiesett  |
| Petra Chaves                                          | 200 m vegyes           | 2:22,03  | 3.       | 33.      | kiesett | kiesett | kiesett | kiesett  |
| Joana Soutinho                                        | 100 m mell             | 1:13,73  | 3.       | 34.      | kiesett | kiesett | kiesett | kiesett  |
| Ana Francisco                                         | 100 m pillangó         | 1:02,98  | 1.       | 26.      | kiesett | kiesett | kiesett | kiesett  |
| Ana Francisco                                         | 200 m pillangó         | 2:17,61  | 7.       | 22.      | kiesett | kiesett | kiesett | kiesett  |
| Ana Alegria Ana Francisco Maria Santos Joana Soutinho | 4 × 100 m vegyes váltó | 4:21,61  | 7.       | 21.      | kiesett | kiesett | kiesett | kiesett  |

* - egy másik versenyzővel azonos eredményt ért el

## Vitorlázás
Férfi
| Versenyző               | Versenyszám     | Futam | Futam | Futam | Futam | Futam | Futam | Futam | Futam | Futam | Futam | Futam | Pontszám | Helyezés |
| Versenyző               | Versenyszám     | 1     | 2     | 3     | 4     | 5     | 6     | 7     | 8     | 9     | 10    | 11    | Pontszám | Helyezés |
| ----------------------- | --------------- | ----- | ----- | ----- | ----- | ----- | ----- | ----- | ----- | ----- | ----- | ----- | -------- | -------- |
| João Rodrigues          | Szörfvitorlázás | (14)  | 8     | 9     | 5     | 2     | 4     | 6     | (12)  | 8     |       |       | 42,0     | 7.       |
| Vasco Batista           | Finn dingi      | 16    | (23)  | 23    | 22    | (26)  | 7     | 22    | 14    | 16    | 9     |       | 129,0    | 22.      |
| Hugo Rocha Nuno Barreto | 470-es osztály  | 5     | 10    | (17)  | 7     | 4     | 8     | 9     | 5     | 2     | 12    | (15)  | 62,0     |          |

Női
| Versenyző         | Versenyszám     | Futam    | Futam | Futam | Futam | Futam | Futam | Futam | Futam | Futam | Futam | Futam | Pontszám | Helyezés |
| Versenyző         | Versenyszám     | 1        | 2     | 3     | 4     | 5     | 6     | 7     | 8     | 9     | 10    | 11    | Pontszám | Helyezés |
| ----------------- | --------------- | -------- | ----- | ----- | ----- | ----- | ----- | ----- | ----- | ----- | ----- | ----- | -------- | -------- |
| Catarina Fagundes | Szörfvitorlázás | (28 PMS) | 16    | 19    | 21    | 15    | (23)  | 23    | 19    | 20    |       |       | 133,0    | 21.      |
| Joana Pratas      | Europe          | 25       | 24    | 23    | (27)  | 25    | 23    | 16    | 24    | 24    | 25    | (26)  | 209,0    | 25.      |

Nyílt
| Versenyző                  | Versenyszám | Futam | Futam | Futam | Futam    | Futam | Futam | Futam | Futam | Futam | Futam | Futam | Pontszám | Helyezés |
| Versenyző                  | Versenyszám | 1     | 2     | 3     | 4        | 5     | 6     | 7     | 8     | 9     | 10    | 11    | Pontszám | Helyezés |
| -------------------------- | ----------- | ----- | ----- | ----- | -------- | ----- | ----- | ----- | ----- | ----- | ----- | ----- | -------- | -------- |
| Vasco Serpa                | Laser       | 8     | 3     | 10    | (57 PMS) | 3     | 9     | 11    | 11    | 12    | (16)  | 7     | 74,0     | 7.       |
| Diogo Cayolla Miguel Costa | Csillaghajó | 19    | 15    | 16    | 15       | 18    | 14    | (20)  | 18    | (21)  | 14    |       | 129,0    | 21.      |

## Vívás
Férfi
| Versenyző   | Versenyszám       | Selejtező                   | 32-es főtábla     | Nyolcaddöntő      | Negyeddöntő       | Elődöntő          | Bronz- mérkőzés   | Döntő             | Helyezés |
| Versenyző   | Versenyszám       | Ellenfél Eredmény           | Ellenfél Eredmény | Ellenfél Eredmény | Ellenfél Eredmény | Ellenfél Eredmény | Ellenfél Eredmény | Ellenfél Eredmény | Helyezés |
| ----------- | ----------------- | --------------------------- | ----------------- | ----------------- | ----------------- | ----------------- | ----------------- | ----------------- | -------- |
| Nuno Frazão | Párbajtőr, egyéni | Vital Zaharav (BLR) · 11–15 | kiesett           | kiesett           | kiesett           | kiesett           | kiesett           | kiesett           | 39.      |